# Blue Wing Blitz
Blue Wing Blitz (ブルーウィングブリッツ) est un jeu vidéo de type tactical RPG développé et édité par Square, sorti en 2001 sur WonderSwan Color.

## Système de jeu
Le jeu met en scène des combats d'avion sur une grille en vue isométrique.

## Accueil
Le jeu a été une déception en termes de ventes avec seulement 20 000 exemplaires écoulés.
Pour Jeremy Parish de 1UP.com, Blue Wing Blitz est l'un des meilleurs jeux de la WonderSwan Color.